# Delegate
Delegate is een plaats in de Australische deelstaat New South Wales en telt 257 inwoners (2006).